# Dětská tramvaj v Zoo Praha

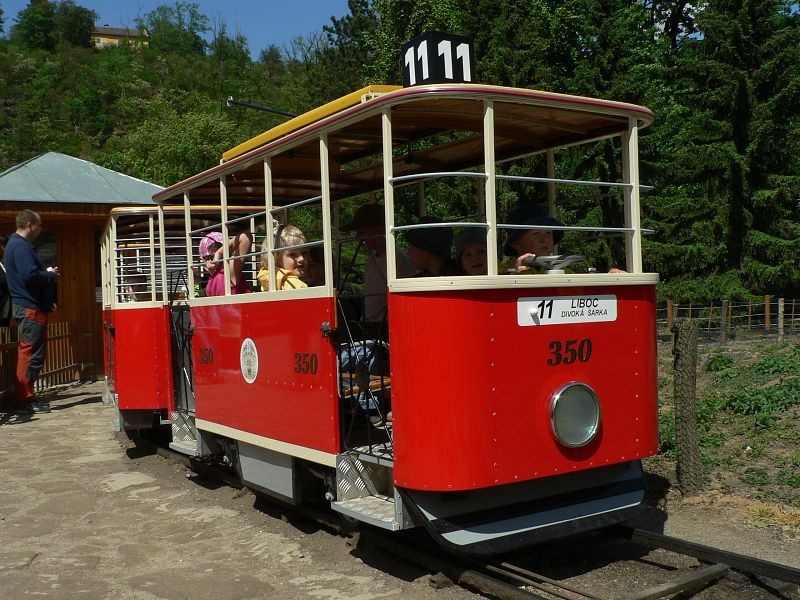
Dětská tramvaj v roce 2007

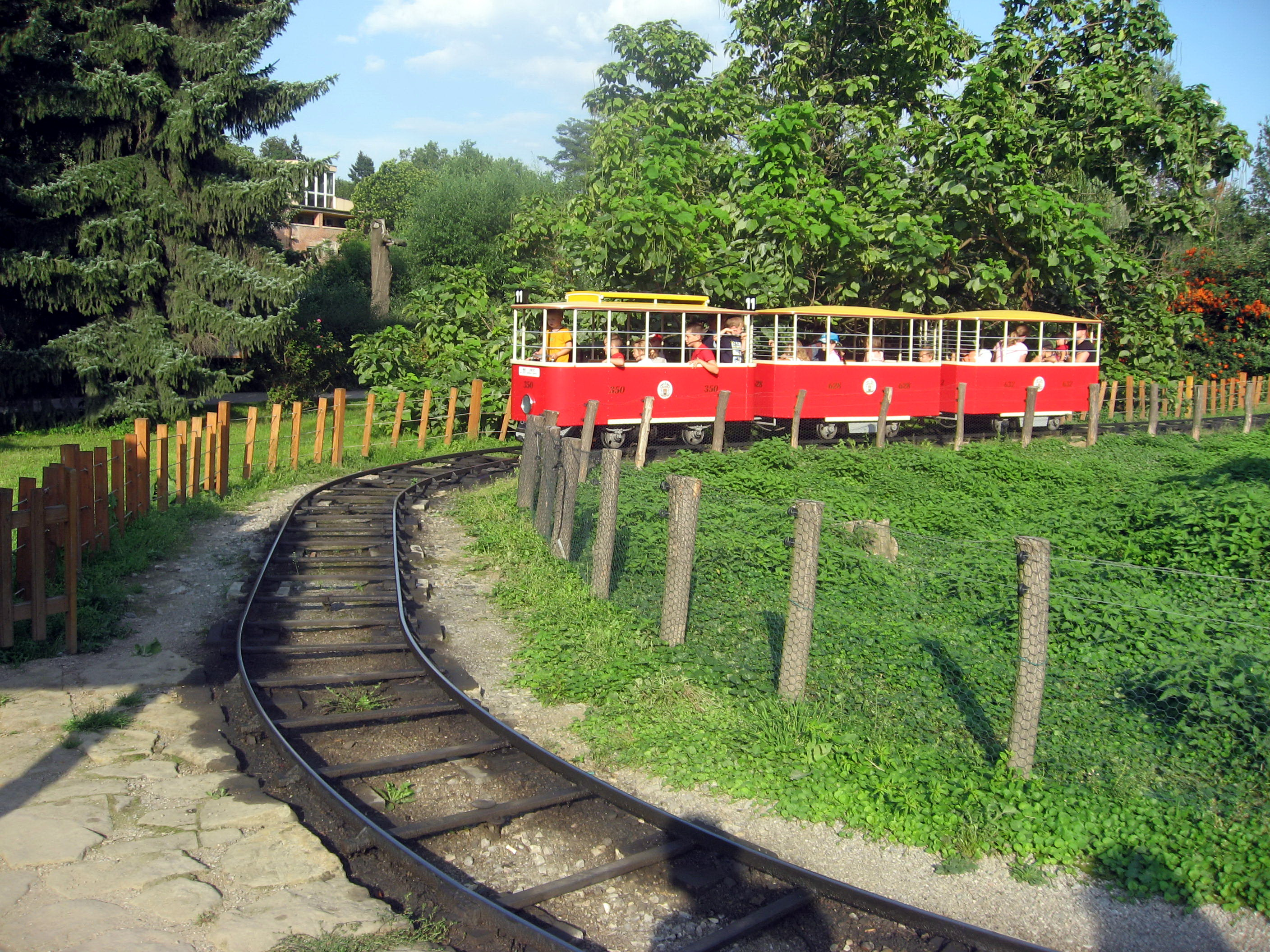
Jízda tramvaje v roce 2007

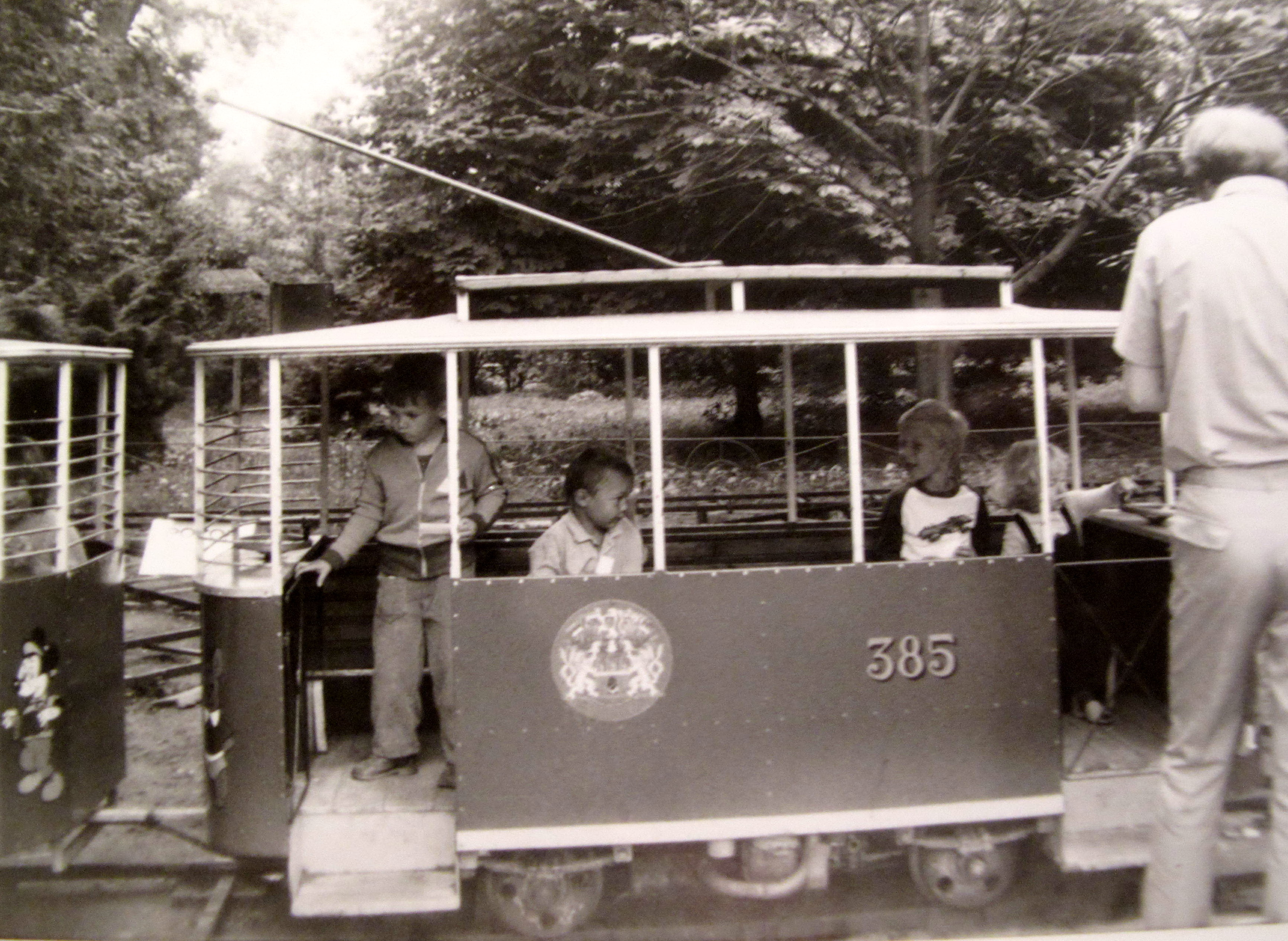
Tramvaj koncem 80. let

Dětská tramvaj v Zoo Praha je dětská atrakce sestávající z kolejového okruhu o rozchodu 670 mm a délce 97 metrů a tramvajové soupravy tvořené jedním akumulátorovým motorovým vozem a dvěma vlečnými vozy. Nachází se uvnitř areálu zoologické zahrady v dolní části pražské čtvrti Troja, nedaleko jižního vchodu, poblíž velkého dětského hřiště a dětské zoo s domácími zvířaty. Postavil ji v roce 1976 Vratislav Paldus, jehož rodina atrakci vlastnila a provozovala až do roku 2019. V srpnu 2020 atrakci odkoupila zoologická zahrada, která ji v roce 2021 zrekonstruovala a znovu zprovoznila.

## Předchůdce: pionýrská železnice
V éře budování pionýrských železnic na přelomu 40. a 50. let se objevila idea na vybudování dlouhé pionýrské dráhy z Divoké Šárky přes Stromovku do zoologické zahrady. Z celého záměru byl uskutečněn pouze zlomek, v roce 1951 byla zprovozněna 1,5 km dlouhá dráha o rozchodu 600 mm v areálu bubenečského výstaviště. Roku 1952 byla přenesena do zoologické zahrady a přitom byl okruh zkrácen zhruba na 700 metrů. Na dráze sloužila parní lokomotiva z roku 1927 (původním jménem Jiřinka, později Pionýr). Provoz se udržel jen tři sezóny. Kvůli rekonstrukci spodní části zoologické zahrady a přeložce kanalizační stoky byl provoz přerušen, rozebraná lokomotiva však byla nevhodně uskladněna a provoz se tak už nepodařilo obnovit.

## Historie dětské tramvaje
Po zhruba dvaceti letech, v roce 1976, přišel s nápadem vybudovat v areálu pražského zoo okruh s dětskou tramvají za ředitelem zoo Zdeňkem Veselovským Vratislav Paldus. Podobu pražské tramvaje zvolil proto, že „vláčků je dost“. Nápad se řediteli zalíbil a byl zrealizován. Vratislav Paldus zkonstruoval dráhu i s vozidly. Podle České televize postavil tramvaj již v roce 1974, a to za pouhé tři měsíce. V kupní smlouvě z roku 2020 se však uvádí, že movitá věc „dětská tramvaj“ byla vyrobena svépomocí v roce 1976.
Vratislav Paldus společně s manželkou Jaroslavou Paldusovou atrakci desítky let provozovali a obsluhovali, později vypomáhal konstruktérův syn Jaroslav Paldus, který byl v posledních letech oficiálně provozovatelem.
Po povodních v roce 2002, kdy byla celá atrakce šest týdnů zatopená, musela být většina zařízení vyměněná, avšak dráha i tramvaje byly obnoveny v původní podobě.
V sezóně 2020 byl kvůli špatnému technickému stavu provoz nebyl zahájen. Také paní Jaroslava Paldusová, která zde pracovala jako pokladní od roku 1976 až do roku 2020, už kvůli vysokému věku (83 let) nemohla v této činnosti pokračovat. Zoologická zahrada atrakci za 200 tisíc Kč smlouvou ze dne 5. srpna 2020 odkoupila od konstruktérova syna Jaroslava Palduse. Ujednaná cena byla stanovena na základě znaleckého posudku vypracovaného soudním znalcem v oboru Ekonomika - ceny a odhady strojů a zařízení Tomášem Strouhalem. Určená cena údajně vycházela z obvyklých cen při prodejni nových a opotřebených atrakcí, případně pronájmu atrakcí, žádné z takovýchto referenčních cen však posudek konkrétně nezmiňuje. Tzv. výchozí cenu stanovil posudek na 700 tisíc Kč za motorový vůz, 290 tisíc za každý z vlečných vozů a 260 tisíc za kolejiště, po započtení všech složek amortizace mu pak vyšlo 94,5 tisíc za motorový vůz, 40,6 tisíc za každý z vlečných vozů a 25,7 tisíc Kč za kolejiště.
Zoo atrakci na přelomu roku 2020 a 2021 zrekonstruovala a 5.6.2021 uvedla znovu do provozu. Za největší problém dětské tramvaje označil ředitel zoo Miroslav Bobek hledání náhrady za paní Paldusovou, která měla pro své dětské zákazníky mimořádné pochopení.

## Popis a provoz
Trasa okruhu se během existence změnila. Původně se trať nacházela v dětském koutku v místě dnešní expozice lachtanů a měla tvar oválu s vepsanou osmičkou a čtyřmi výhybkami. V roce 2001 byla trať přenesena do nově vzniklé Dětské zoo poblíž restaurace Gaston, jako prostý okruh délky 97 metrů. Rozchod (dle znaleckého posudku rozteč) kolejnic je 670 mm. Pražců, které znalec v posudku nazývá „kovovými příčnými podpěrami“, je 176 a jsou umístěny v rozteči cca 530 mm a přivařeny ke kolejnici. Koleje jsou uloženy na kamenitém podsypu a betonových kostkách a zajištěny kovovými hroty. Profil kolejnice je obdélníkového tvaru o šířce kolejnice 20 mm. Napájecí kolejnice se nachází v místě stanice souběžně s pravou kolejnicí, vlevo od ní. Při znalecké prohlídce trati nebyla k dispozici trafostanice ani ovládání.
Jedna jízda byla podle médií dlouhá tři kola a trvala zhruba tři minuty, podle smlouvy provozovatele se zoo na rok 2017 však jedna jízda měla být pouze dva okruhy. Z původních 2 Kčs se cena postupně zvedala na 10 Kč v roce 2016, stejnou cenu zoo uváděla ještě v roce 2019. Tramvaj je určena pro děti do 15 let, pro dospělý doprovod je jízdné dvojnásobné (20 Kč), přičemž dospělý doprovod smí cestovat pouze ve druhém nebo třetím voze třívozové soupravy. Podle posledních informací na webu zoo (2020) tramvaj byla do roku 2019 v provozu od dubna do listopadu od 10 do 18 hodin (v listopadu do 16 hodin) za příznivého počasí.
Vozy třívozové soupravy nesly v roce 1988 evidenční čísla 385+607+853, po rekonstrukci čísla 350+628+632, a po druhé rekonstrukci 2172+1200+1201 podle skutečné soupravy pražských historických tramvají. Po celou dobu je souprava označena jako linka č. 11 s cílovou stanicí Liboc, Divoká Šárka. Tramvaj jezdí na bateriový pohon, je dobíjena vždy v konečné zastávce. Ve znaleckém posudku se uvádí, že podle dodané dokumentace se jedná o domácí výrobu dle vlastního projektu, přičemž souprava je tvořena z motorového vozu a dvou přípojných vozů v celkové délce cca 15 metrů, o výšce 1,85 metru s obsaditelností 30 dětí a maximálním zatížením 750 kg. Pohon motorového vozu zajišťuje dynamo se jmenovitým napětím 40 V / proud 32 A. Zdrojem napětí je sériově zapojení článků 1,2 V. Zdroje napětí jsou umístěny také na dvou vlečných vozech, propojených kabely s motorovým vozem.
Provozovatel za souhlas s provozováním tramvaje odváděl zoologické zahradě předem smluvený pevný poplatek, který například za sezónu 2017 činil 250 tisíc Kč (30 až 45 tisíc za jednotlivé měsíce, s měsíčními platbami). Provozovatel měl také povinnost poskytnout dětskou tramvaj včetně obsluhy bezplatně pro akce pořádané zoologickou zahradou. Provozovatel hradil zoologické zahradě dodanou elektrickou energii, měřenou zvláštním elektroměrem. Provozovatel doložil zoologické zahradě své živnostenské oprávnění a technické osvědčení o způsobilosti zařízení k provozování. Zoologická zahrada se ve „smlouvě o souhlasu s provozováním dětské tramvaje v areálu ZOO Praha“ na rok 2017 označila jako pronajímatel, aniž by bylo ze smlouvy zřejmé, co provozovateli pronajímá.
V kupní smlouvě z roku 2020 je předmětem koupě movitá věc „dětská tramvaj“, která sestává z motorového vozu se dvěma vlečňáky a kolejové dráhy složené z jednotlivých dílů, která původně sloužila jako lidová technická zábava pro děti a v současné době (5. srpna 2018) není provozuschopná a není k ní k dispozici žádná technická dokumentace. K datu prohlídky soudním znalcem (začátkem roku 2020) nebyla provedena revize zařízení, rozsah prováděných oprav a úprav během provozu nebyl doložen, byly však doloženy periodické revizní záznamy, každoroční revize prováděla společnost Pragole s.r.o. – technická inspekce prostředků lidové zábavy, naposledy pro rok 2019. Na rok 2020 souprava schválení pro provoz neměla. Při prohlídce v roce 2020 byla zjištěna zjevná postupující koroze skříně motorového vozu a nosných prvků střechy a podvozkových částí. Rovněž byla konstatována nutnost kontroly hnací jednotky včetně převodovky a řetězového rozvodu. Kola byla značně opotřebená s nutností oprav uložení a případné výměny. Z fotodokumentace podvozku byly zřejmé neodborné opravy. Stav akumulátorů nebyl ověřen. Opotřebení a nutnost kontroly a údržby posudek konstatuje i ve vztahu ke kolejišti.